# Río Papaloapan
Le Río Papaloapan est un fleuve du Mexique, avec une longueur de 354 km, le second fleuve du pays en termes de débit. Il traverse trois États, Puebla, Oaxaca et Veracruz avant de se jeter dans le Golfe du Mexique. Son nom vient du nahuatl papaloapan signifiant « rivière des papillons». Sur ses rives vivent environ 1 950 000 de personnes.

## Écosystème fragile
Le Papaloapan est, d'après les experts, l'un des écosystèmes les plus riches de la planète. Il est cependant menacé par les différentes pollutions urbaine, industrielle et agricole. Par le passé, la déforestation l'a déjà rendu non navigable.
Le fleuve présente des risques importants d'inondations catastrophiques. Pour y remédier, deux barrages ont été construits sur ses affluents : le Miguel Alemán sur le río Tonto et le Cerro de Oro sur le Santo Domingo. Les retenues de ces barrages communiquent pour former le lac artificiel le plus grand du Mexique.

## Éléments culturels
Le Papaloapan tire son nom du nahuatl : des radicaux papálotl : « papillon » et apan : « lieu, fleuve », soit le fleuve aux papillons
Depuis l'époque pré-cortésienne jusqu'au XIXe siècle, le fleuve fut une importante voie de communication dans la région, les populations les plus influentes étant riveraines. Les changements topographiques et écologiques, principalement la déforestation, ont provoqué l'élargissement du fleuve et la diminution de sa profondeur, le rendant peu à peu non navigable.

## Images

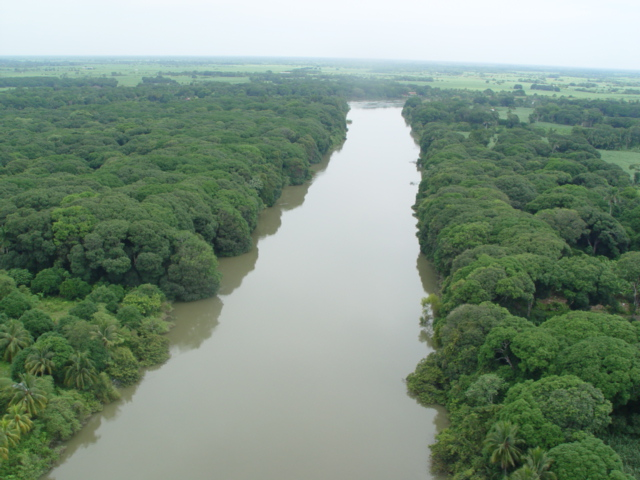
Le Papaloapan près de Cosamaloapan
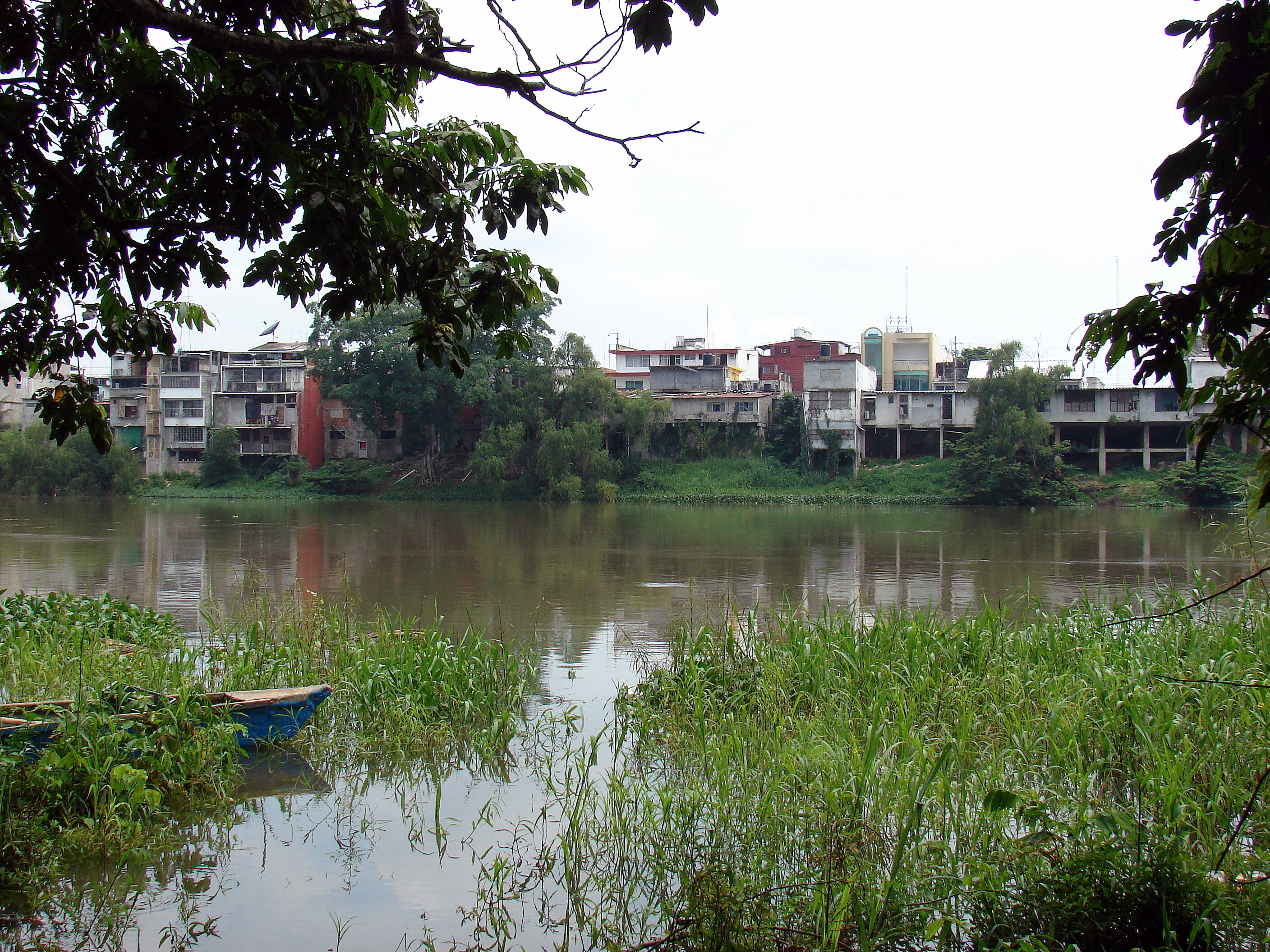
Le Papaloapan à Tuxtepec